# Арсеній (Яковенко)
Митрополит Арсеній (справжнє ім'я Ігор Федорович Яковенко; 21 червня 1968, селище Поросозеро, Суоярвський район, Карелія, РСФСР) — архієрей РПЦвУ, митрополит Святогірський, вікарій Донецької єпархії, намісник Свято-Успенської Святігорської лаври. Громадянин Росії. 

## Життєпис
Народився в Карелії в сім'ї залізничника. Дитинство прожив в українському селі Ліски Воронезької області.
1988 — 1989 — перебував у Радянській армії.
1988 — 1989 — був читцем кафедрального собору Покрови Божої Матері в Воронежі. (Настоятелем собору був українець — архімандрит Аліпій (Погребняк), єпархіальним архієреєм інший українець — митрополит Мефодій (Нємцов)).
1989 — поступив до Московської духовної семінарії (Загорськ), в якій навчався до 1992 року.
12 липня 1992 — рукопокладений в сан диякона в Петропавлівському храмі Красного Лиману Донецькой єпархії єпископом Аліпієм (Погребняком).
25 липня 1992 — тим саме єпископом рукопокладений в сан ієрея у Свято-Миколаєвському храмі м. Ясинувата Донецької області.
21 серпня того ж року пострижений в чорнецтво в селі Микільське Волноваського району Донецької області в Свято-Василівському храмі (на базі якого пізніше створено Василівський чоловічий монастир). Тоді ж визначений другим священиком до Петропавлівського храму м. Красний Лиман.
6 травня 1993 — був переведений в число братії нещодавно відкритого Свято-Успенського монастиря і призначений на посаду благочинного обителі.
20 січня 1995 — призначений намісником Святогірського монастиря із возведенням в сан ігумена та врученням жезла. У той же рік до Великодня возведений в сан архімандрита.
10 листопада 2005 — призначений єпископом Святогірським, вікарієм Горлівської єпархії.
5 грудня 2005 — хіротонія в єпископа Святогірського.
24 січня 2007 — лавру екстериторіально підпорядковано Донецькій єпархії, став вікарієм Донецької єпархії.
19 грудня 2010 — підвищений до архієпископа.
17 серпня 2015 — підвищений до митрополита. Митрополичий клобук у Святогірській лаврі вручив очільник УПЦ МП митрополит Онуфрій. «Виконуючи послух намісника Святогірської Лаври, Ви завжди прагнете явити себе ревним трудівником Огорожі Церковної, добрим і турботливим батьком для всіх, хто з надією на Божу допомогу приходить до святої обителі над Донцем», — сказав тоді Онуфрій.
28 грудня 2022 року громадянство Яковенка та ще 12 представників УПЦ МП було призупинене президентським указом.

## Розслідування
24 квітня 2024 року слідчі СБУ повідомили Арсенію про підозру за ч. 2 ст. 114-2 ККУ (поширення інформації про переміщення, рух або розташування ЗСУ, за можливості їх ідентифікації на місцевості). За даними слідства, він передав окупантам розташування блокпостів Сил оборони у Краматорському районі  на Донеччині під час своєї літургії. Тоді вікарій під відеозапис назвав прихожанам адреси блокпостів українських військ. Згодом це відео опублікували на сайті лаври та в місцевій групі Telegram. Таким чином, Арсеній намагався завуальовано передати агресору місця дислокації українських блокпостів у фронтовому районі. Йому загрожує до 8 років позбавлення волі.
За клопотанням прокурорів Донецької обласної прокуратури, Яковенку обрано запобіжний захід у вигляді тримання під вартою без альтернативи внесення застави (ч. 2 ст. 114-2 КК України).

## Громадянська позиція
У 2018 році заявив, що війну почала Україна, а не Росія. Характеризує війну як громадянський конфлікт.
21 вересня 2020 року у Святогірські лаврі, де Арсеній є намісником, пройшов форум «люди миру». Форум за задумом УПЦ МП мав «примирити ворогуючі сторони».

## Нагороди
- Орден святого рівноапостольного князя Володимира ІІ ступеня (УПЦ МП)